# Reach for the Dead
Singles de Boards of Canada
------ / ------ / ------ / XXXXXX / ------ / ------
(2013)
Reach for the Dead est une plage musicale sortie en 2013 par le duo écossais de musique électronique Boards of Canada. Il s'agit de la deuxième piste et du premier single de l'album Tomorrow's Harvest.

## Promotion
Reach for the Dead est diffusé pour la première fois le 23 mai 2013 dans l'émission de Zane Lowe sur BBC Radio 1. À la suite de cette diffusion, la piste est accessible sur le SoundCloud officiel du label Warp Records, ainsi que sur les sites de plusieurs magasins de disques numériques.

## Clip
Le clip de Reach for the Dead est réalisé par Neil Krug, un photographe et réalisateur de Los Angeles qui avait déjà créé une vidéo non officielle pour la chanson de Boards of Canada In a Beautiful Place Out in the Country. Le clip met en scène des images floues d'un désert et une ville fantôme sans nom.
Le clip est diffusé pour la première fois à Tokyo au Japon à minuit le 23 mai 2013. La vidéo y est projetée sur l'écran géant apposé sur un immeuble de Shibuya. Elle est ensuite diffusée sur YouTube et Vimeo. Le jour suivant, Warp Records publie un message sur Twitter annonçant l'édition d'une version inversée de cette vidéo.

## Pistes
| No | Titre              | Durée |
| -- | ------------------ | ----- |
| 1. | Reach for the Dead | 4:47  |